# Angleur
Angleur är en ort i Belgien.   Den ligger i provinsen Liège och regionen Vallonien, i den östra delen av landet, 90 kilometer öster om huvudstaden Bryssel. Angleur ligger 64 meter över havet och antalet invånare är 10 270.
Terrängen runt Angleur är platt åt nordväst, men åt sydost är den kuperad. Angleur ligger nere i en dal. Runt Angleur är det tätbefolkat, med 570 invånare per kvadratkilometer.. Närmaste större samhälle är Liège, 3,4 kilometer nordväst om Angleur. 
I omgivningarna runt Angleur växer i huvudsak blandskog.